# هي تشاو
هي تشاو (بالصينية: 何超) هو لاعب كرة قدم صيني، ولد في 19 أبريل 1995 في شنيانغ في الصين. شارك مع منتخب الصين لكرة القدم. أما مع النوادي، فقد لعب مع نادي تشانغتشون ياتاي.

## وصلات خارجية
- هي تشاو على موقع قاعدة بيانات كرة القدم.إي يو (الإنجليزية)
- هي تشاو على موقع ناشيونال فوتبول تيمز (الإنجليزية)
- هي تشاو على موقع Soccerway.com (الإنجليزية)